# 2996 Bowman
2996 Bowman eller 1954 RJ är en asteroid i huvudbältet, som upptäcktes 5 september 1954 av Indiana Asteroid Program vid Indiana University Bloomington med Goethe Link Observatory. Asteroiden har fått sitt namn efter astronomen Fred N. Bowman.
Asteroiden har en diameter på ungefär 20 kilometer och den tillhör asteroidgruppen Hoffmeister.